# 10Base-T
10Base-T è una specifica di livello fisico dello standard IEEE 802.3, caratterizzata da velocità di trasmissione di 10 Mbps in banda base su due doppini intrecciati non schermati (UTP, Unshielded Twisted Pair) di categoria 4 o 5, di derivazione telefonica.
Per quanto non venga più installata da diversi anni, questa implementazione si può ancora incontrare di frequente.

## Caratteristiche
Prevede solo collegamenti fisici punto-punto, e quindi consente collegamenti fisici a stella; attraverso dispositivi intermedi, come hub, bridge e switch, è possibile ottenere topologie logiche a bus, a stella e ad albero.
Come i cavi stessi, i connettori sono di derivazione telefonica (tipo RJ-45), molto pratici, anche se meno affidabili dei connettori BNC. Si tratta di un cablaggio molto economico, anche perché in molti casi consente di utilizzare o riciclare impianti telefonici esistenti. I singoli tratti del cablaggio non possono superare i 100 metri.
Per trovare guasti in questi mezzi è usata la tecnica TDR (Time Domain Reflectometry) che misura il ritardo dell’eco dell’impulso immesso nel cavo. La tecnica TDR per la ricerca di guasti è difficile e onerosa da utilizzare, ci si è spostati quindi sulla terza tipologia di cablaggio 10Base-T. Questo sistema di cablaggio utilizza hub di controllo tramite doppini telefonici, che sono largamente usati e semplici da gestire, ogni macchina si interfaccia con l’hub tramite un cavo dedicato, rendendo così semplice aggiungere o rimuovere una stazione e individuare le interruzioni. Il suo svantaggio è rappresentato dalla lunghezza massima dei cavi che partono dall’hub di 100 metri.
La naturale evoluzione dello standard 10Base-T che può condividere lo stesso cablaggio e il 100Base-T.